# OPAC 2.0
OPAC 2.0 (Online public access catalog) je on-line veřejně přístupný knihovní katalog založený na principech webu 2.0. Katalog se snaží přiblížit uživatelům zvyklým používat webové vyhledávače, především Google. Principy webu 2.0 využívané v katalogu jsou například jeden řádek pro veškeré vyhledávání s možností přepnutí na pokročilé vyhledávání. Zobrazení tzv. tag clouds, blízkých slov vyhledávaných výrazů nebo nejčastěji vyhledávaných výrazů. Uživatelé mohou k záznamům v katalogu přidávat recenze a hodnocení například pomocí hvězdiček nebo bodů. Podstatnou novinkou je možnost tagování záznamů a tím pádem vytvoření nového pořádacího systému (na rozdíl od Mezinárodního desetinného třídění).
V České republice je nyní zprovozněn OPAC 2.0:
- Carmen od táborské firmy LANius
- Portaro od Pardubické firmy KP-SYS
- VuFind [1] nasazený v Masarykově univerzitě, Moravské zemské knihovně a Národní technické knihovně

Chystá se zavedení zahraničního produktu firmy ExLibris, PRIMO.[zdroj?]

## Funkční požadavky katalogu
1. Vyhledávací funkce: Uživatel by měl pomocí katalogu být schopen získat bibliografické zdroje jako výsledek vyhledávání podle atributů nebo relací těchto zdrojů.
2. Identifikační funkce: Uživatel by se měl pomocí katalogu přesvědčit, že entita v záznamu popsaná odpovídá entitě, kterou hledá, nebo rozlišit mezi dvěma čí více entitami s podobnými charakteristikami.
3. Výběrová funkce: On-line katalog by měl uživatelům usnadnit výběr materiálů, které odpovídají jejich potřebám co do obsahu a fyzického formátu (a obdobně umožnit odmítnutí materiálů, které jejich potřebám nevyhovují).
4. Zpřístupňovací funkce: Katalog by měl umožnit přístup k popisovaným zdrojům (např. prostřednictvím koupě, výpůjčky nebo v případě elektronických zdrojů prostřednictvím on-line připojení ke vzdálenému zdroji).
5. Navigační funkce: On-line katalog by měl podporovat navigaci v databázi pomocí logického uspořádání bibliografických informací a prezentace jasných metod přechodu mezi souvisejícími záznamy. [2]

## Generace knihovních katalogů
Katalogy 1. generace
- vychází z klasického automatizovaného knihovnického systému
- správa výpůjčního systému a sdílená katalogizace v online režimu v rámci knihovní sítě
- vyhledávání – příkazový jazyk

Katalogy 2. generace
- aplikace + databáze
- vyhledávání – klíčová slova, slovní spojení; booleovské a proximitní operátory
- př. Aleph, T-Series, Clavius

Katalogy 3. generace
- databáze oddělená od aplikace
- vyhledávání – rozklad pojmů na podpojmy, [stemming], fasety, řazení podle relevance, hodnocení uživatelů
- př. Primo, VuFind, Aquabrowser [3]

## Aktuální trendy katalogů
- intuitivní, jednoduché vyhledávání – jedno vyhledávací pole (jako Google)
- stematizace – vyhledávání podle kořenu slova, nalezení podobných nebo skloňovaných slov
- fasetové vyhledávání, našeptávače
- kontrola pravopisu
- řazení podle relevance nebo hodnocení uživatelů
- bezbariérový přístup – mluvící rozhraní pro nevidomé
- obohacení obsahu – Obálky knih, hodnocení uživatelů
- prohledávání všech zdrojů instituce (katalog, EIZ, web, …)
- propojení s plným textem - SFX
- souborné katalogy

## Katalogy
Portaro – webový katalog od české firmy KP-SYS. Jednoduché ovládání, určen pro širokou čtenářskou či uživatelskou veřejnost. Portaro používá např. Krajská knihovna Františka Bartoše ve Zlíně.
Carmen – modul knihovního systému Clavius od firmy LANius. Alternativa pro knihovny, které mají systém Clavius SQL. "Využívá moderní SW vývojové a indexační nástroje: SOLR, Lucene, JAVA. Provoz na serverech s LINUX nebo Windows bez speciálních požadavků na výkon. Podporován je plně pouze v moderních prohlížečích (MS IE 8, FireFox 3.x, Chrome…)." 
Aleph – modul knihovního systému Aleph 500 od firmy ExLibris, který patří mezi přední světové knihovní systémy. Systém Aleph 500 využívá řada knihoven a akademických obcí v ČR: MU, VUT, MZK, Národní knihovna ČR v Praze, Vědecká knihovna v Olomouci, Akademická knihovna Jihočeské univerzity v Českých Budějovicích.
VuFind – open source rozhraní katalogu nové generace s rozšířenými možnostmi vyhledávání. Open source licence umožňuje upravovat nebo přidávat moduly, to umožňuje katalog přizpůspbit co nejlépe potřebám uživatelů. Nabízí jednoduché vyhledávání přes jedno vyhledávací pole, našeptávače nebo filtrování výsledků (fasety). VuFind využívá především MZK a Národní technická knihovna.